# Maesa haenkeana
Maesa haenkeana är en viveväxtart som beskrevs av Carl Christian Mez. Maesa haenkeana ingår i släktet Maesa och familjen viveväxter. Inga underarter finns listade i Catalogue of Life.